# Friedrich-Wilhelm Bock
Pour les articles homonymes, voir Bock (homonymie).
Friedrich-Wilhelm Bock, né le 6 mai 1897 à Wreschen et mort le 11 mars 1978, est un officier allemand qui était membre de la Waffen-SS et qui, au cours de sa carrière, a commandé trois divisions de SS, la Panzerdivision Hohenstaufen, le 4.SS-polizei-panzergrenadier-Division et le letton 19.Waffen-Grenadier-Division der SS. Il fut décoré de la Croix de chevalier de la croix de Fer.

## Biographie
Après avoir obtenu son baccalauréat, Bock s'engage comme volontaire dans l'armée prussienne au début de la Première Guerre mondiale, le 2 août 1914, et participa aux combats sur les fronts occidental et oriental dans le 2e régiment d'artillerie de campagne et dans le 38e régiment d'artillerie de campagne.

## Promotions
- SS-Sturmbannführer der Reserve : 11 novembre 1941
- SS-Obersturmbannführer der Reserve : 5 janvier 1942
- SS-Standartenführer : 9 novembre 1943
- SS-Oberführer : 1er août 1944

## Décorations
- Croix de fer (1914) de 2e classe (27 juillet 1917)
- Croix d'honneur 1914/1918 (1934)
- Agrafe à la croix de Fer (1939) de 2e classe (21 août 1941)
- Croix de fer (1939) de 1re classe (16 septembre 1941)
- Croix de chevalier de la croix de fer
  - Croix de chevalier le 28 mars 1943, comme SS-Obersturmführer, Oberstleutnant de la Schutzpolizei et commandant de la II./SS-Polizei-Artillerie-Regiment 4
  - 570e Croix avec feuilles de chêne le 2 septembre 1944, comme SS-Oberführer et commandant de la 9. SS-Panzer-Division « Hohenstaufen »